# Rückersdorf (Turíngia)
Rückersdorf é um município da Alemanha localizado no distrito de Greiz, estado da Turíngia.  Pertence ao Verwaltungsgemeinschaft de Ländereck.

## Demografia
Evolução da população (em 31 de dezembro ou 30 de junho):
| - 1994 - 990 - 1995 - 974 - 1996 - 937 - 1997 - 920 | - 1998 - 894 - 1999 - 866 - 2000 - 862 - 2001 - 857 | - 2002 - 856 - 2003 - 848 - 2004 - 837 - 2005 - 834 | - 2006 - 830 |

 Fonte: Thüringer Landesamt für Statistik
|  |